# Pallavolo ai II Giochi panamericani giovanili - Torneo femminile
Il torneo femminile di pallavolo ai II Giochi panamericani giovanili si è svolto dal 10 al 15 agosto 2025 a Luque, in Paraguay: al torneo hanno partecipato otto squadre nazionali under 23 nordamericane e sudamericane e la vittoria finale è andata per la seconda volta consecutiva al Brasile.

## Impianti
|                                                                |  |  |
|                                                                |  |  |
| Parque Olímpico Città: Luque Capienza: ? Anno d'apertura: 2017 |  |  |

## Regolamento

### Formula
Le squadre hanno disputato una prima fase a gironi con formula del girone all'italiana; al termine della prima fase:
- Le prime tre classificate di ogni girone hanno acceduto alla fase finale per il primo posto, strutturata in quarti di finale, a cui hanno partecipato solo le seconde e le terze classificate, semifinali, finale per il terzo posto e finale.
- Le quarte classificate di ogni girone e le due eliminate ai quarti di finale della fase finale per il primo posto hanno acceduto alla fase finale per il quinto posto, strutturata in semifinali, finale per il settimo posto e finale per il quinto posto.

### Criteri di classifica
Se il risultato finale è stato di 3-0 sono stati assegnati 5 punti alla squadra vincente e 0 a quella sconfitta, se il risultato finale è stato di 3-1 sono stati assegnati 4 punti alla squadra vincente e 1 a quella sconfitta, se il risultato finale è stato di 3-2 sono stati assegnati 3 punti alla squadra vincente e 2 a quella sconfitta.
L'ordine del posizionamento in classifica è stato definito in base a:
- Numero di partite vinte;
- Punti;
- Ratio dei set vinti/persi;
- Ratio dei punti realizzati/subiti;
- Risultati degli scontri diretti.

## Squadre partecipanti
| Squadra         | Qualificazione                           | Ultima partecipazione |
| --------------- | ---------------------------------------- | --------------------- |
| Argentina       | Ranking CSV                              | Cali 2021             |
| Brasile         | Ranking CSV                              | Cali 2021             |
| Cile            | Ranking CSV                              | Debutto               |
| Costa Rica      | 6ª alla Coppa panamericana under 23 2024 | Debutto               |
| Cuba            | 1ª alla Coppa panamericana under 23 2024 | Debutto               |
| Messico         | 2ª alla Coppa panamericana under 23 2023 | Cali 2021             |
| Paraguay        | Paese organizzatore                      | Debutto               |
| Rep. Dominicana | 1ª alla Coppa panamericana under 23 2023 | Cali 2021             |

## Torneo

### Fase a gironi
| Girone A   | Girone B        |
| ---------- | --------------- |
| Argentina  | Brasile         |
| Costa Rica | Cile            |
| Cuba       | Messico         |
| Paraguay   | Rep. Dominicana |

#### Girone A

##### Risultati
| 10 agosto 2025 Parque Olímpico, Luque Durata: 1h:42 - Spettatori: 500   | Cuba      | 0 - 3 | Argentina  | 18-25, 21-25, 23-25 |
| 10 agosto 2025 Parque Olímpico, Luque Durata: 1h:24 - Spettatori: 2 000 | Paraguay  | 0 - 3 | Costa Rica | 21-25, 21-25, 11-25 |
| 11 agosto 2025 Parque Olímpico, Luque Durata: 1h:19 - Spettatori: 200   | Cuba      | 3 - 0 | Costa Rica | 25-11, 25-14, 25-15 |
| 11 agosto 2025 Parque Olímpico, Luque Durata: 1h:23 - Spettatori: 1 000 | Paraguay  | 0 - 3 | Argentina  | 16-25, 12-25, 21-25 |
| 12 agosto 2025 Parque Olímpico, Luque Durata: 1h:16 - Spettatori: 500   | Argentina | 3 - 0 | Costa Rica | 25-11, 25-19, 25-22 |
| 12 agosto 2025 Parque Olímpico, Luque Durata: 1h:02 - Spettatori: 400   | Paraguay  | 0 - 3 | Cuba       | 16-25, 12-25, 14-25 |

##### Classifica
| Pos | Squadra    | Pt | G | V | P | SV | SP | Ratio | PF  | PS  | Ratio |
| --- | ---------- | -- | - | - | - | -- | -- | ----- | --- | --- | ----- |
| 1   | Argentina  | 15 | 3 | 3 | 0 | 9  | 0  | MAX   | 225 | 163 | 1,380 |
| 2   | Cuba       | 10 | 3 | 2 | 1 | 6  | 3  | 2,000 | 212 | 157 | 1,350 |
| 3   | Costa Rica | 5  | 3 | 1 | 2 | 3  | 6  | 0,500 | 167 | 203 | 0,822 |
| 4   | Paraguay   | 0  | 3 | 0 | 3 | 0  | 9  | 0,000 | 144 | 225 | 0,640 |

      Qualificata alle semifinali per il primo posto.
      Qualificata ai quarti di finale per il primo posto.
      Qualificata alle semifinali per il quinto posto.

#### Girone B

##### Risultati
| 10 agosto 2025 Parque Olímpico, Luque Durata: 1h:25 - Spettatori: 400   | Rep. Dominicana | 3 - 0 | Cile            | 25-21, 25-15, 25-18        |
| 10 agosto 2025 Parque Olímpico, Luque Durata: 1h:46 - Spettatori: 1 200 | Brasile         | 3 - 1 | Messico         | 25-18, 21-25, 25-15, 25-15 |
| 11 agosto 2025 Parque Olímpico, Luque Durata: 1h:53 - Spettatori: 200   | Rep. Dominicana | 1 - 3 | Messico         | 25-20, 20-25, 22-25, 16-25 |
| 11 agosto 2025 Parque Olímpico, Luque Durata: 1h:11 - Spettatori: 300   | Brasile         | 3 - 0 | Cile            | 25-13, 25-14, 25-12        |
| 12 agosto 2025 Parque Olímpico, Luque Durata: 1h:16 - Spettatori: 800   | Messico         | 3 - 0 | Cile            | 25-23, 25-16, 25-17        |
| 12 agosto 2025 Parque Olímpico, Luque Durata: 1h:58 - Spettatori: 500   | Brasile         | 3 - 1 | Rep. Dominicana | 25-17, 25-23, 22-25, 25-20 |

##### Classifica
| Pos | Squadra         | Pt | G | V | P | SV | SP | Ratio | PF  | PS  | Ratio |
| --- | --------------- | -- | - | - | - | -- | -- | ----- | --- | --- | ----- |
| 1   | Brasile         | 13 | 3 | 3 | 0 | 9  | 2  | 4,500 | 268 | 197 | 1,360 |
| 2   | Messico         | 10 | 3 | 2 | 1 | 7  | 4  | 1,750 | 243 | 235 | 1,034 |
| 3   | Rep. Dominicana | 7  | 3 | 1 | 2 | 5  | 6  | 0,833 | 243 | 246 | 0,987 |
| 4   | Cile            | 0  | 3 | 0 | 3 | 0  | 9  | 0,000 | 149 | 225 | 0,662 |

      Qualificata alle semifinali per il primo posto.
      Qualificata ai quarti di finale per il primo posto.
      Qualificata alle semifinali per il quinto posto.

### Fase finale
|  | Quarti | Quarti          | Quarti |  |  | Semifinali | Semifinali      | Semifinali |  |                 | Finale          | Finale          | Finale |
|  |        |                 |        |  |  |            |                 |            |  |                 |                 |                 |        |
|  |        |                 |        |  |  | 1A         | Argentina       | 0          |  |                 |                 |                 |        |
|  |        |                 |        |  |  | 1A         | Argentina       | 0          |  |                 |                 |                 |        |
|  |        |                 |        |  |  | 2B         | Messico         | 3          |  |                 |                 |                 |        |
|  | 2B     | Messico         | 3      |  |  | 2B         | Messico         | 3          |  |                 |                 |                 |        |
|  | 2B     | Messico         | 3      |  |  |            |                 |            |  |                 |                 |                 |        |
|  | 3A     | Costa Rica      | 0      |  |  |            |                 |            |  |                 |                 |                 |        |
|  | 3A     | Costa Rica      | 0      |  |  |            |                 |            |  | 2B              | Messico         | 0               |        |
|  |        |                 |        |  |  |            |                 |            |  | 2B              | Messico         | 0               |        |
|  |        |                 |        |  |  |            |                 |            |  |                 | 1B              | Brasile         | 3      |
|  |        |                 |        |  |  |            |                 |            |  |                 | 1B              | Brasile         | 3      |
|  |        |                 |        |  |  |            |                 |            |  |                 |                 |                 |        |
|  |        |                 |        |  |  |            |                 |            |  |                 |                 |                 |        |
|  |        |                 |        |  |  | 1B         | Brasile         | 3          |  | Finale 3° posto | Finale 3° posto | Finale 3° posto |        |
|  |        |                 |        |  |  | 1B         | Brasile         | 3          |  |                 |                 |                 |        |
|  |        |                 |        |  |  | 3B         | Rep. Dominicana | 0          |  |                 | 1A              | Argentina       | 1      |
|  | 2A     | Cuba            | 0      |  |  |            | Rep. Dominicana | 0          |  |                 | 1A              | Argentina       | 1      |
|  | 2A     | Cuba            | 0      |  |  |            |                 |            |  | 3B              | Rep. Dominicana | 3               |        |
|  | 3B     | Rep. Dominicana | 3      |  |  |            |                 |            |  |                 | Rep. Dominicana | 3               |        |
|  | 3B     | Rep. Dominicana | 3      |  |  |            |                 |            |  |                 |                 |                 |        |

#### Quarti di finale
| 13 agosto 2025 Parque Olímpico, Luque Durata: 1h:13 - Spettatori: 200 | Messico | 3 - 0 | Costa Rica      | 25-17, 25-18, 25-19 |
| 13 agosto 2025 Parque Olímpico, Luque Durata: 1h:25 - Spettatori: 700 | Cuba    | 0 - 3 | Rep. Dominicana | 20-25, 25-27, 18-25 |

#### Semifinali
| 14 agosto 2025 Parque Olímpico, Luque Durata: 1h:11 - Spettatori: 200 | Brasile   | 3 - 0 | Rep. Dominicana | 25-22, 25-19, 25-13 |
| 14 agosto 2025 Parque Olímpico, Luque Durata: 1h:11 - Spettatori: 500 | Argentina | 0 - 3 | Messico         | 20-25, 12-25, 16-25 |

#### Finale 3º posto
| 15 agosto 2025 Parque Olímpico, Luque Durata: 1h:43 - Spettatori: 2 000 | Rep. Dominicana | 3 - 1 | Argentina | 25-17, 25-21, 21-25, 25-19 |

#### Finale
| 15 agosto 2025 Parque Olímpico, Luque Durata: 1h:13 - Spettatori: 2 500 | Brasile | 3 - 0 | Messico | 25-23, 25-19, 25-14 |

### Finale 5º e 7º posto
|  | Semifinali | Semifinali | Semifinali |      |    | Finale 5º posto | Finale 5º posto | Finale 5º posto |  |
|  |            |            |            |      |    |                 |                 |                 |  |
|  | 3A         | Costa Rica | 3          |      |    |                 |                 |                 |  |
|  | 3A         | Costa Rica | 3          |      |    |                 |                 |                 |  |
|  | 4B         | Cile       | 1          |      |    |                 |                 |                 |  |
|  | 4B         | Cile       | 1          |      | 3A | Costa Rica      | 0               |                 |  |
|  |            |            |            |      | 3A | Costa Rica      | 0               |                 |  |
|  |            |            | 2A         | Cuba | 3  |                 |                 |                 |  |
|  | 2A         | Cuba       | 2A         | Cuba | 3  | 3               |                 |                 |  |
|  | 2A         | Cuba       |            |      |    | 3               |                 |                 |  |
|  | 4A         | Paraguay   | 0          |      |    | Finale 7º posto | Finale 7º posto | Finale 7º posto |  |
|  | 4A         | Paraguay   | 0          |      |    |                 |                 |                 |  |
|  |            |            |            |      |    |                 |                 |                 |  |
|  |            |            |            |      |    | 4B              | Cile            | 2               |  |
|  |            |            |            |      |    | 4B              | Cile            | 2               |  |
|  |            |            |            |      |    | 4A              | Paraguay        | 3               |  |

#### Semifinali
| 14 agosto 2025 Parque Olímpico, Luque Durata: 2h:00 - Spettatori: 200 | Cile     | 1 - 3 | Costa Rica | 23-25, 26-28, 25-21, 21-25 |
| 14 agosto 2025 Parque Olímpico, Luque Durata: 1h:15 - Spettatori: 700 | Paraguay | 0 - 3 | Cuba       | 18-25, 11-25, 19-25        |

#### Finale 7º posto
| 15 agosto 2025 Parque Olímpico, Luque Durata: 1h:48 - Spettatori: 200 | Cile | 2 - 3 | Paraguay | 25-20, 25-16, 16-25, 17-25, 12-15 |

#### Finale 5º posto
| 15 agosto 2025 Parque Olímpico, Luque Durata: 1h:45 - Spettatori: 600 | Costa Rica | 0 - 3 | Cuba | 15-25, 13-25, 12-25 |

## Classifica finale
| Pos     | Squadra         | Rosa |
| ------- | --------------- | --- |
| Oro     | Brasile         | Formazione: 2 Soares, 3 Silva, 4 Gandra, 5 Morete, 6 Schmitz, 9 Lima, 10 Salomé, 11 Carvalhaes, 13 Carneiro, 16 Andrade, 18 Rüdiger, 20 Moura, CT: Miranda        |
| Argento | Messico         | Formazione: 1 Morales, 6 Soto, 7 Cordova, 8 Salinas, 9 Ramírez, 10 Márquez, 14 Solar, 15 Herrera, 18 Félix, 20 Topete, 26 Lizarraga, 31 Rettke, CT: León          |
| Bronzo  | Rep. Dominicana | Formazione: 1 Soler, 5 Hernández, 7 Alonzo, 8 Tapia, 9 Fernandez, 11 Puente, 14 Liberato, 16 Martínez, 17 Paniagua, 18 Maleno, 19 Terrero, CT: Pacheco            |
| 4       | Argentina       | Formazione: 6 Nosach, 7 Giardini, 8 Aruga, 9 Tamis, 10 Espeche, 11 Matich, 12 Tomasa, 14 Ossvald, 17 Llanos, 18 Gartenbank, 19 Otamendi, 20 Caballero, CT: Allona |
| 5       | Cuba            | Template:Cuba femminile under 23 pallavolo Giochi panamericani 2025                                                                                               |
| 6       | Costa Rica      | Template:Costa Rica femminile under 23 pallavolo Giochi panamericani 2025                                                                                         |
| 7       | Paraguay        | Template:Paraguay femminile under 23 pallavolo Giochi panamericani 2025                                                                                           |
| 8       | Cile            | Template:Cile femminile under 23 pallavolo Giochi panamericani 2025                                                                                               |

|  |  | Qualificata ai XX Giochi panamericani |

## Premi individuali
| Premio                 | Nome              | Squadra         |
| ---------------------- | ----------------- | --------------- |
| MVP                    | Julliana Gandra   | Brasile         |
| Miglior realizzatrice  | Alondra Tapia     | Rep. Dominicana |
| Miglior servizio       | Lianet García     | Cuba            |
| Miglior difesa         | Rashanny Solano   | Costa Rica      |
| Miglior ricevitrice    | Rashanny Solano   | Costa Rica      |
| Miglior palleggiatrice | Heloise Soares    | Brasile         |
| Miglior opposto        | Katielle Alonzo   | Rep. Dominicana |
| Miglior schiacciatrice | Whitney James     | Cuba            |
| Miglior schiacciatrice | Ana Luiza Rüdiger | Brasile         |
| Miglior centrale       | Julliana Gandra   | Brasile         |
| Miglior centrale       | Victoria Matich   | Argentina       |
| Miglior libero         | Rashanny Solano   | Costa Rica      |

## Statistiche
| Rendimento individuale | Rendimento individuale | Rendimento individuale | Rendimento individuale |
| Pos.                   | Nome                   | Punti                  | Squadra                |
| ---------------------- | ---------------------- | ---------------------- | ---------------------- |
| 1                      | Alondra Tapia          | 105                    | Rep. Dominicana        |
| 2                      | Florencia Giglio       | 93                     | Cile                   |
| 3                      | Katielle Alonzo        | 81                     | Rep. Dominicana        |
| 4                      | Whitney James          | 70                     | Cuba                   |
| 5                      | Aimé Topete            | 70                     | Messico                |

| Attacchi vincenti | Attacchi vincenti | Attacchi vincenti | Attacchi vincenti |
| Pos.              | Nome              | Punti             | Squadra           |
| ----------------- | ----------------- | ----------------- | ----------------- |
| 1                 | Alondra Tapia     | 90                | Rep. Dominicana   |
| 2                 | Florencia Giglio  | 82                | Cile              |
| 3                 | Katielle Alonzo   | 64                | Rep. Dominicana   |
| 4                 | Whitney James     | 63                | Cuba              |
| 5                 | Aimé Topete       | 60                | Messico           |

| Muri vincenti | Muri vincenti     | Muri vincenti | Muri vincenti   |
| Pos.          | Nome              | Punti         | Squadra         |
| ------------- | ----------------- | ------------- | --------------- |
| 1             | Julliana Gandra   | 20            | Brasile         |
| 2             | Florangel Terrero | 19            | Rep. Dominicana |
| 3             | Victoria Matich   | 18            | Argentina       |
| 4             | Josefina Ossvald  | 17            | Argentina       |
| 5             | Yensy Kindelán    | 16            | Cuba            |
| 5             | Lianet García     | 16            | Cuba            |

| Battute vincenti | Battute vincenti    | Battute vincenti | Battute vincenti |
| Pos.             | Nome                | Punti            | Squadra          |
| ---------------- | ------------------- | ---------------- | ---------------- |
| 1                | Lianet García       | 18               | Cuba             |
| 2                | Keila Llanos        | 14               | Argentina        |
| 3                | Ximena Solar        | 9                | Messico          |
| 4                | Whitney James       | 7                | Cuba             |
| 4                | Lisbeysis Hernández | 7                | Cuba             |
| 4                | Jimena Salinas      | 7                | Messico          |